# العلاقات الإسرائيلية التونسية
العلاقات التونسية الإسرائيلية هي العلاقات الثنائية بين إسرائيل وتونس. إسرائيل وتونس حافظتا على علاقات محدودة منذ 1950.

## تاريخ
أقرب الاتصالات بين تونس وإسرائيل جرت في الأمم المتحدة في نيويورك في 1951-1952، عندما اقترب ممثلي تونس من الوفد الإسرائيلي وقادة العمل الإسرائيلي. في يونيو 1952، الباهي الأدغم الأقرب ثقة للحبيب بورقيبة، إلتقى بجدعون رافائيل للحصول على دعم من أجل الاستقلال التونسي. ذكر بورقيبة أنه لن يسعى لإزالة إسرائيل وسيعمل على تعزيز السلام في المنطقة. في عام 1956، بعد أن أعلنت تونس الاستقلال، التقى سرا مع يعقوب تسور، سفير إسرائيل لدى فرنسا. في وقت لاحق من ذلك العام، التقى تسور مع وزير المالية التونسي، الذي سعى إلى مساعدة إسرائيل في بناء المستوطنات الزراعية التعاونية.
عملية الساق الخشبية كان هجوم من قبل إسرائيل على منظمة التحرير الفلسطينية (م.ت.ف) في مقر حمام الشط، تونس، 12 ميلا من العاصمة تونس. وقد وقعت في 1 أكتوبر 1985. الضحايا القتلى 100-271، حوالي 215 منهم كانوا من المدنيين التونسيين الذين قتلوا ونحو 100 جريح.
تونس أعلنت أنها لعبت دورا رئيسيا في محادثات سرية بين منظمة التحرير الفلسطينية وإسرائيل والتي أدت إلى إعلان المبادئ المتعلقة بالحكم الذاتي لفلسطين، الموقعة في سبتمبر 1993. بعد فترة وجيزة، زار وفد إسرائيلي تونس لاجراء محادثات. وقال صلاح مساوي، مدير عام وزارة الشؤون الخارجية التونسي، انه لا يرى عقبة أمام إقامة علاقات دبلوماسية مع إسرائيل. في عام 1993، زار يوسي بيلين، نائب وزير الشؤون الخارجية الإسرائيلية تونس. أنشئت الاتصالات الهاتفية المباشرة في يوليو 1993. بعد مساعي تونس اغلاق منظمة التحرير الفلسطينية في يونيو 1994، وصل أوائل السياح الإسرائيليين.
في عام 1994، تم فتح قنوات اتصال مع إسرائيل من خلال السفارات البلجيكية في تل أبيب وتونس.التقى وزير الخارجية التونسي الحبيب بن يحيى وزير الخارجية الإسرائيلي آنذاك إيهود باراك في برشلونة في عام 1995 لتوسيع العلاقات الرسمية بين البلدين بعد توتر العلاقات قد يقتصر على «قناتين اتصاليتين» في السفارات البلجيكية في كل من تونس وتل أبيب. في 22 يناير 1996، أعلن وزير الخارجية الأمريكي وارن كريستوفر «أنه للمرة الأولى إسرائيل وتونس ستنشئ مرافق رسمية تسمى» رعاية المصالح «في كلا البلدين. وبحلول 15 أبريل من هذا العام، كل أمة ستسضيف ممثلين عن الحكومة الأخرى وذلك لتسهيل المشاورات السياسية، والسفر، والتبادل التجاري بين البلدين». ووفقا للخطة، فتحت إسرائيل مكتبا لرعاية المصالح في تونس في أبريل وبعد ستة أسابيع، في مايو، ذهب الدبلوماسي التونسي خميس جهيناوي إلى إسرائيل لفتح مكتب اهتمام ببلاده في تل أبيب.

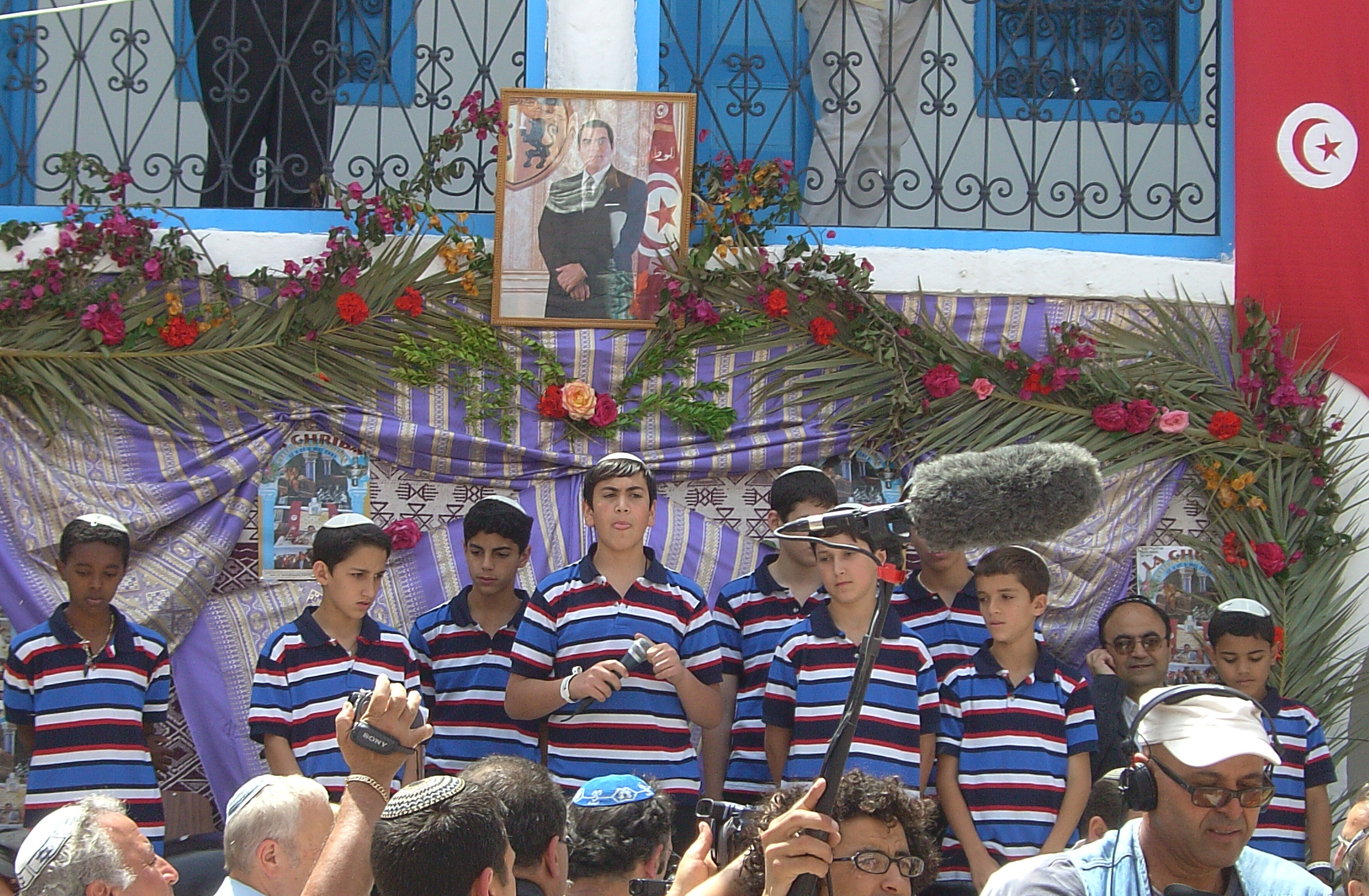
كورال أولاد القدس في زيارة إلى جربة, 2007